# Ratio studiorum

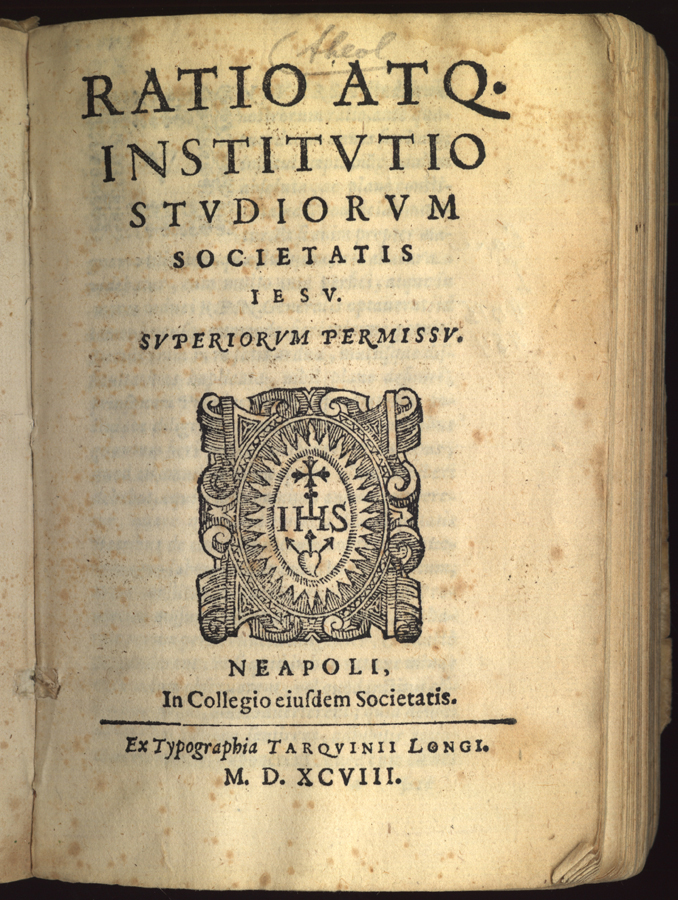
Ratio Studiorum vzniklo r. 1598 vydáno r. 1599

Ratio atque institutio studiorum Societatis Iesu  je oficiálním rozvrhem jezuitského vzdělávacího systému, vydaný roku 1599. Je dílem skupiny pedagogů okolo Římské koleje a bylo připravováno od roku 1581.